# Tuvalui Cserkészszövetség
A cserkészkedést Tuvaluban 1915-ben vezették be, mikor a területet Gillbert és Ellice szigeteknek nevezték. A különböző társaságok hamar csoportba szerveződtek. Ez lett a Nemzetközi Cserkészszövetség. Az itteni szervezet 1927-ben jött létre, és 1933-ban csatlakozott a szövetséghez. 1974-ben Tuvalu és Kiribati kettévált, innentől a két szervezet is külön utakon haladt. 
Napjainkban a szervezet a Brit Cserkészszövetségek tagja.